# Historia del Soconusco
El Soconusco es la región costera comprendida en la zona limítrofe sur entre México y Guatemala, la cual fue conquistada por grupos nahuas, quedando durante la etapa colonial como parte de la Capitanía General de Guatemala. Ya independiente de España se anexó al Primer Imperio Mexicano, para luego ser dividida entre del estado mexicano de Chiapas y la república de Guatemala. El presente texto aborda la historia de la región comprendida dentro del territorio mexicano.

## Historia
Las únicas colonias en el continente americano fueron las 13 conformadas por los ingleses a su invasión. Mientras que en la región conocida como México, Centroamérica y Sudamérica, pertenecieron al Virreinato, conformado por capitanías, jamás por colonias.

## Época Precolombina
En el período preclásico (aprox. 2500 a. C. – 200), la costa presentaba, en su calidad de corredor migratorio, una mayor complejidad, pues al sustrato original mixe-zoque se fueron agregando pueblos de lengua náhuatl y otros de lenguas mayas (como el quiché y mame) procedentes de las zonas montañosas de Guatemala.

### Poblamiento
La historia del Soconusco está ligada a la de México, ya que la región fue colonizada por migraciones provenientes del norte, que han dejado huella en Izapa, Huehuetán, Acacoyagua, o Tonalá.
Según la cronología tradicional Maya recogida por el obispo de Chiapas Francisco Núñez de la Vega, en torno a los siglos XI y X a. C., llegaron al Soconusco desde el norte, los primeros pobladores acaudillados por Balún Votán (personaje mítico con forma de serpiente), fundando Mam, como su primera capital.
El territorio votánida abarcaría, por posteriores avances, hasta Yucatán, el Quiché guatemalteco (fundaciones de Utatlán) y Capantl, en la zona arqueológica de Copán), Tabasco, Campeche, y Quintana Roo.
Sin embargo, las evidencias arqueológicas que señalan hacia las primeras huellas de poblamiento humano organizado, datan de c. 2000, cuando poblaciones nómadas de cultura mokaya (“gente del maíz”, de “mok” = maíz, en mixe y “haya” = gente, en zoque) se asientan en las riberas de los ríos y esteros del Soconusco para explotar la abundancia de recursos venatorios y pesqueros (en las excavaciones de los lugares de habitación y basureros aparecen restos de almejas, camarones, peces, reptiles, aves acuáticas y de tierra y mamíferos menores y mayores) a lo que añaden la explotación preagrícola de maíz y fríjoles, partiendo del Soconusco y extendiéndose hasta Tonalá. Estos grupos serían descendientes de poblaciones del grupo chantuto, y serían hablantes de tapachulteco, lengua mixeana extinta hablada entre Tapachula y Tonalá en torno al 1800.
Los Mokaya constituyen la cultura más antigua de Mesoamérica, originaria del Soconusco. Su principal asentamiento para 1500, cuando los habitantes de la zona ya han realizado la transición a la agricultura, cultivando maíz, frijol, chile y yuca, explotando el cacao (conocido en su forma silvestre), habitando en casas y produciendo alfarería, sería en torno a Mam, como se deduce del significado náhuatl ("lugar donde abundan los viejos") de la población, en paralelo al nombre pre-nahua del Soconusco (Zaklohpakab), que en mame, lengua de raíz maya-quiché, significa padres, antepasados, ancestros.
Los Mokaya son la población dominante presente entre 1500 y 1000, extendidos desde el Salvador en Centroamérica, hasta el norte de Veracruz, y ya presentan algunos de los rasgos típicos de las sociedades mesoamericanas y mexicanas, como la presencia de canchas para el juego de pelota desde 1400, en el sitio arqueológico de Paso de la Amada.
Los descendientes de los Mokaya, hablantes de lenguas mixe y zoque, migraron a través del valle del río Grijalva hasta las llanuras del Golfo de México, donde cristalizaría la Cultura Olmeca, donde tuvieron lugar los primeros contactos con los proto-husteco-mayas San Lorenzo (Veracruz) entre el 1250 y 1150. Es decir que los mokayas tardaron más de 500 años en cruzar el Istmo desde el Soconusco hasta San Lorenzo (entre 1900 y 1250 y en el centro del Istmo se dispersaron, unos hacia la Sierra Mixe, otros hacia la Selva de los Chimalapas, y otros más hacia la Sierra de Santa Marta.
De esa confluencia surgiría la Cultura Olmeca, considerada como “Cultura Madre”

#### Olmecas
La conquista más antigua de la que hay noticias, es la invasión olmeca, que tuvo lugar durante el sub-período del Formativo Temprano (800 a. C.-200 a. C.), o un poco antes (c. 900 y fue larga y sangrienta.
La dureza tributaria (doncellas casaderas en gran número, 100 gallinas o patos diarios y dos infantes de cada pueblo para sacrificio), provocó el éxodo de poblaciones mayas hacia la actual Guatemala, que estaría dirigido por los ancianos según instrucciones divinas (partir todos los pueblos al tiempo, de noche y ligeros de equipaje) hasta llegar, ya sin ancianos, muertos en el camino, a Quehtemallán. El principal núcleo olmeca fue Izapa, en la zona arqueológica de Tuxtla Chico, pero también existen otro núcleos como Mazatán, con funciones pesqueras y portuarias.

## Período Clásico (200 – 900)

### Los Mame
Los Mame, también conocidos como Socloparapapos, constituyeron uno de los grupos más importantes de la familia maya-quiché (o pre maya-quiché). Las tradiciones históricas quichés señalan que los Mame se desplazaron a partir del siglo V desde Guatemala y arribaron a la región de El Soconusco en el siglo VI o siglo VII al mando de Acxapil. Los centros de población de estos pueblos serían Tonalá, Ozococalco, Escuintla, Acapetahua, Tuxtla Chico, Mazatán y Mapastepec. Otro pueblos de raíz maya que arriban a la zona son los Tapachotl, que en el siglo VII poblaron la región de Tapachula, a orillas del río Coatán. Su vestimenta era de algodón, los hombres vestían de blanco con una banda roja atada a la cintura, mientras que las mujeres enrollaban una tela azul a manera de falda y usaban camisa blanca adornada con colores vistosos.

### Período Post-Clásico (800 - 900)

#### Zoques, Mixes, Pipiles, Putunes y Soctones
La zona seguía siendo un corredor migratorio y comercial, por el que se infiltran pueblos tenidos como descendientes de los Olmecas, como los Zoque y los Mixe. También transitan pueblos nahuas como los Pipiles (en el {Siglo|X||s}}) o Mayas como los Putunes (en el XI), aunque no se asientan en la zona. Sí tienen asentamientos menores los soctones –conocidos como “chiapa” por los Mexicas (Aztecas dejaron de ser en el momento de asentarse en Tenochtitlan)–, un pueblo de estirpe otomangue que tuvo sus principales zonas de asentamiento al norte del Soconusco, con su solar principal en Soctón Nandalumí, conocida por los Mexicas como Chiapan (río de la chía), construida sobre las ruinas de la antigua cabecera mixe-zoque en el río Grijalva, y que controló un amplio territorio en el centro de Chiapas, entre Zoques y Mayas, a quienes asolaban, igual que a los mercaderes que recorrían la costa rumbo al enclave del Soconusco que a partir de la conquista de Ahuízotl, en el siglo XV, era parte del imperio Mexica.

#### Toltecas
Después de siglos de dominio olmeca y repoblación mame, son los Toltecas, pueblo nómada proveniente del actual estado de Hidalgo, los que incursionan en el Soconusco bajo el mando de Nima Quiché, sometiéndolo alrededor del año 1100. Una vez dominado el territorio, lo dividió en dos, cediendo el Alto Soconusco, en torno a Huixtla-Mam, en señorío a su hermano. Se fundan poblaciones como Cacahoatlán, Mixcum y Tolomita (“panteón de los toltecas”). En el siglo XV, el rey tolteca de Atitlán empieza los ataques contra el Quiché maya, especialmente contra el rey Balam Acam. La oposición maya acabó llevando a la derrota del rey mame de Utatlán Lahulquich, que fue ocupada por los Mayas Quiché.
La ofensiva tolteca fue continuada por el rey Zutugil, declarando la guerra al rey Q'uik'ab II (1425–1475 –o Kikah II o Qui Cab II– de Utatlán, que aliado a Balún Canán, caudillo de los tzutujiles también en El Quiché, derrotó a los Toltecas tras dos días de batalla. Como consecuencia, el Reino Quiché se extendió desde Mazatlán y Ayutla hasta Xelahúh Queh y las costas del Soconusco, por su parte, se produjo un repliegue general de los Toltecas, abandonando las poblaciones principales y refugiándose en las tierras altas.

## Conquista española
El primer contacto con los españoles se produce en 1522, cuando Gonzalo de Sandoval funda la Villa del Espíritu Santo, a orillas del río Coatzacoalcos. El área de influencia abarcaba Quecula, Zinacatán, Chamula, Pirola, Copanaguastla y regiones de poblamiento zoque, quelen y  soctone. En 1524 Hernán Cortés encomienda a Pedro de Alvarado la conquista del Soconusco (junto a las de Quauhtlemallan y Uxtlatán). Para ello partió encabezando 300 soldados españoles (120 escopeteros y ballesteros, 135 a caballo y 45 de infantería y artillería), 200 tlaxcaltecas, 100 mexicas y 4 tiros de artillería. Una vez concluida su encomienda, Alvarado dejó una guarnición militar y prosiguió su marcha hacia el Sur para conquistar las otras provincias.
En el momento de la llegada de los españoles, Bernal Díaz del Castillo calculó que la población de la capital estaba en torno a los 15.000. Además de Soconusco, las principales poblaciones que reseña son: Acacoyagua, Acapetahua, Ayutla, Cacaluta, Copulco, Cuilco (viejo), Chiltepec, Escuintla, Güelotzingo, Guepetahua, Güegüetán, Giiista, Mapaztepeque, Matzapetláhuac, Mazatán, Metapa, Nahuatlán, Ozolocoalco, Pijijiapán, Tlacoaloya, Tepegüis, Tyanguistán, Tizapa, Tonalá, Tusta, Tuzantán, Soconusquillo, Zapapulco y Zapaluta. Fray Juan de Pineda habla de un número mayor de pueblos (hasta 40) y muchas estancias.
La economía del momento giraba, según los cronistas hispanos, en el cultivo de ají, frijoles, frutas, géneros de consumo local y cacao, y el comercio con Guatemala, Tlaxcallān, Tepetlyácatl, Huexotzingo, Cholollan, Puebla, Michhuacān y otros lugares.

## Época del virreinato

### Virreinato de Nueva España
Debido a la riqueza de la zona, el territorio de Soconusco se organizó por Real Cédula de 1526 como Gobernación de Soconusco, categoría reservada a zona de interés, dependiente de la Audiencia de México desde 1529. Para su desarrollo y provisión, en un primer momento fue adscrita directamente a la Corona. En 1533, fue trasladada a la jurisdicción a la Capitanía General de Guatemala, la capital se estableció en la Villa de Soconusco, que era la población mayor, contando con 200 vecinos españoles. En 1543 se inicia la evangelización, con una expedición de 45 dominicos organizada por Fray Bartolomé de las Casas, que envió al Soconusco a Fray Tomás Casillas, Fray Juan Guerrero, Fray Diego Hernández, Fray Luis de Cuenca, Fray Francisco de Quezada y al lego Fray Juan Díaz. La muerte de fray Luis de Cuenca y la enfermedad del resto provocaron su traslado a Quetzaltenango.
En 1545 la villa de Soconusco cayó en ruina y sus habitantes se mudaron al pueblo de Azolocoalco y después a Huehuetán, que se convirtió en la nueva capital de la Gobernación. El 20 de enero de 1553, el Rey Felipe II decide que la Gobernación pase a depender en lo jurisdiccional de la Gobernación de Nicaragua y en lo eclesiástico de Guatemala. En 1563 se adscribió a la Real Audiencia de Panamá, que absorbió a la de Guatemala, aunque en 1565 se trasladó la jurisdicción a la Real Audiencia de México hasta que en 1569 retornó a Guatemala. El período colonial desde el siglo XVII se caracteriza por la decadencia del Soconusco, debido a al aislamiento, la despoblación y la inestabilidad social que desemboca en sucesivas revueltas: los Lacandones ante la cristianización, los Zoques de Tuxtla a finales del siglo XVII o el gran alzamiento de los pueblos tzeltales iniciado en Cancuc en 1712 y cuyos efectos se extendieron durante gran parte del siglo XVIII.

### Provincia de Chiapa
En 1700 la capital de la Gobernación de Soconusco fue trasladada a Escuintla que la pierde en 1786.

### Intendencia de Guatemala
Desde 1785 se implementa el sistema de Intendencias en la Capitanía General de Guatemala. En el caso de la Gobernación de Soconusco, el 20 de septiembre de 1786 es fusionada con las Alcaldías Mayores de Tuxtla y Ciudad Real para formar la Intendencia de Ciudad Real de Chiapas.
En 1790, como consecuencia de la Visita de José Gálvez a Nueva España (incluyendo Guatemala), se fusionan las dos Alcaldías Mayores chiapanecas formando la Intendencia de Ciudad Real de Chiapas, que es dividida en tres Partidos (Ciudad Real, Tuxtla y Soconusco) y pasa a depender de la Capitanía General de Guatemala. El Partido de Soconusco se dividió en cinco curatos que abarcaba 20 pueblos. La capital, Tapachula, se convirtió en sede de una de las 12 subdelegaciones de la Intendencia de Chiapas. En 1792 la capital retorna a Escuintla, pero los estragos causados en 1794 la despoblaron a favor de Mapastepec, Huhuetán y Tapachula.  El 23 de mayo de 1794 Tapachula fue establecida como capital del Soconusco e inició así su crecimiento.

### Constitución de Cádiz
En 1812, las Cortes de Cádiz, dentro del proceso de reorganizaron de los territorios españoles, suprimieron el Reino de Guatemala instaurando el sistema de Diputaciones, por lo que respecta al Soconusco, el 2 de septiembre, fue incorporado dentro de la Provincia de Guatemala (junto al resto de Chiapas, Honduras y El Salvador), con su propio Jefe Político. Entre 1814 y 1820, la llamada Reacción Fernandina o Sexenio Absolutista, eliminó las Diputaciones, restaurando el sistema intendental anterior.
La recuperación de la Constitución española de 1812 con ocasión del Trienio liberal entre 1820 y 1823, hizo resucitar la división política de 1812-1814, con lo cual Soconusco quedó nuevamente dentro de la Provincia de Guatemala. Sin embargo, una ley de las Cortes dispuso en 1821 que todas las Intendencias quedaran erigidas en provincias, con lo cual el territorio del antiguo reino de Guatemala quedó dividido en cuatro provincias que no estaban subordinadas entre sí:
- Provincia de Ciudad Real de Chiapas, en la que se incluye el Soconusco;
- Provincia de Guatemala, en la que se incluye El Salvador;
- Provincia de Comayagua, (aproximadamente la actual Honduras) y
- Provincia de Nicaragua y Costa Rica.

## Independencia

### Independencia de España
A lo largo de 1821, cuando la Guerra de Independencia de México estaba a punto de finalizar con la entrada del Ejército Trigarante en Ciudad de México, las diferentes villas de la región van proclamando su independencia, tanto de España como de Guatemala o Chiapas, según el caso:
- El 28 de agosto de 1821, Fray Matías de Córdova y Ordóñez se adhiere al Plan de Iguala y proclama su independencia de España y de Guatemala;
- El 3 de septiembre de 1821 la Provincia de Chiapa proclama la independencia de España y Guatemala y su incorporación a México.
- El 5 de septiembre Tuxtla, capital de la provincia de Chiapas, proclama la independencia de España y Guatemala y su incorporación a México.
- El 23 de octubre de 1821 Bartolomé de Aparicio, alcalde de Tapachula, proclama la independencia de España y de Guatemala y promueve su incorporación a México.[10]

### Incorporación a México
El 15 de septiembre de 1821, la Provincia de Guatemala declaró su independencia y, como consecuencia de la adhesión al Plan de Iguala, los territorios chiapanecos, incluido el Soconusco, se incorporarán al Imperio de México. El 23 de octubre de 1821 Bartolomé de Aparicio, alcalde de Tapachula, proclama la independencia de España y promueve su incorporación a México. El 16 de enero de 1822 se decretó en el marco del Plan de Iguala y los Tratados de Córdova, la incorporación de la antigua Capitanía de Guatemala a México:

"se declara incorporada para siempre en el imperio. En cuya virtud gozará de los derechos y prerrogativas que corresponden a las demás provincias mexicanas"
Agustín I, Emperador de México

### Disolución del Primer Imperio Mexicano
La disolución del Congreso por Agustín I de Iturbide el 31 de octubre de 1822 y la creación de la Junta Instituyente para elaborar una Constitución, fue el detonante del proceso que concluyó en la disolución del Primer Imperio Mexicano. En diciembre de 1822, el general Antonio López de Santa Anna realiza un pronunciamiento contra Agustín I, que desemboca, aliado con Guadalupe Victoria en la proclamación del Plan de Veracruz el 6 de diciembre de 1822, que aboga por la reapertura del Congreso. El 24 de enero de 1823 se adhieren al Plan de Veracruz Vicente Guerrero y Nicolás Bravo.
Iturbide envía contra Santa Anna al General Echeverri, que sin embargo llega a un acuerdo con Santa Anna, proclamando el 1 de febrero de 1823 el Plan de Casamata. La presión contra Iturbide lleva a este a reinstaurar el Congreso, y el 19 de marzo de 1823 Iturbide abdica ante el Congreso, abandonando la capital el 22 de marzo.

#### Independencia de Chiapas
Ante la previsible convocatoria de un Congreso Constituyente mexicano, los partidarios de la independencia de las provincias del antiguo Reino de Guatemala, consiguen que el Jefe Político Superior Vicente Filísola (1822–1823), nombrado por el Imperio Mexicano, convoque un Congreso de las provincias centroamericanas. El 3 de mayo de 1823, se lleva a cabo una consulta popular en que Chiapas y el Partido del Soconusco aboga por la unión a México, razón por la que a la apertura de la Asamblea Nacional Constituyente en la ciudad de La Nueva Guatemala de la Asunción, el 24 de junio de 1824, no asiste Chiapas.
Guatemala opta entonces por ocupar militarmente la región y el Coronel José Pierson el 21 de mayo de 1823 ocupó Tapachula y otros pueblos. Aunque se produjeron alzamientos locales,  como el de José Llauger, sacerdote de Tapachula con apoyo de Manuel José Evereardo, párroco de Escuintla las tropas guatemaltecas se mantienen hasta finales de 1823. Por su parte, Manuel José de Rojas, gobernador de Chiapas, pidió ayuda a México para expulsar a los guatemaltecos. México envió al General Juan Pablo Anaya, aunque con instrucciones de permanecer en Tonalá evitando en lo posible los choques armados. Finalmente, se llegó al acuerdo de observar por ambas partes la neutralidad del Soconusco, lo que conllevó la evacuación guatemalteca y la no ocupación mexicana.
El 30 de junio de 1824 se realiza la convocatoria oficial del Congreso Constituyente de México, lo que supone la ruptura de las condiciones por las que las Provincias de Centroamérica se habían integrado en el Imperio de México.
Como consecuencia, el 1 de julio de 1824 las cuatro Provincias presentes proclaman que:

”las provincias representadas en esta Asamblea son libres e independientes de la antigua España, de México y de cualquiera otra potencia; y que no son ni deben ser patrimonio de persona ni familia alguna”
Asamblea Nacional Constituyente de la Provincias Unidas del centro de América

.
Y se constituyen en una nueva República Federal, con el nombre de Provincias Unidas del Centro de América. La situación jurídico-constitucional de Chiapas (y del Soconusco) permanece incierta, debido a no haberse aun realizado las elecciones en Chiapas, y a la proclamación de la Constitución Federal de los Estados Unidos Mexicanos el 4 de octubre de 1824 no hay aun resultados de las elecciones.

#### Secesión del Soconusco

Bandera de la provincia del Soconusco cuando pertenecía a Guatemala.

Mientras se preparan las elecciones que determinarían la incorporación de Chiapas a México o Guatemala, el 24 de julio de 1824 Tapachula, la ciudad más grande de la región, declara la separación del Partido del Soconusco de la Provincia de Chiapas, y por tanto de México, anunciando su incorporación a las Provincias Unidas de Centroamérica declarando en Acta Pública:

"... que el partido de Soconusco se separaba de Chiapas y determinaba formar parte del Supremo Gobernante de las Provincias Unidas de Centroamérica..."
Ayuntamiento de Tapachula. Acta Pública de separación de El Soconusco

Con base en esa Acta de Tapachula, el 18 de agosto de 1824 la Asamblea Nacional Constituyente de las Provincias Unidas del Centro de América emite un Decreto por el que declara la incorporación del Partido de Soconusco como parte del Estado de Los Altos.

#### Incorporación de Chiapas a México
El 12 de septiembre de 1824, se realiza la consulta popular, y el 14 de septiembre de 1824 la Junta Provisional de Chiapas aprueba un Acta de Proclamación en la que se hace solemne proclamación de “Federación del Estado Libre de Chiapas” a la República Mexicana, señalando que:

" los chiapanecos decidieron votar para federarse y formar definitivamente parte de México: Votaron 96.829 a favor de ser parte de México y 60.400 por Guatemala y 15.724 se manifestaron neutrales."
Junta Provisional de Chiapas. Acta de Federación del Estado libre de Chiapas a la República Federal de México

Ni el Soconusco ni el resto de Chiapas habían participado inicialmente en el movimiento separatista, pero las arbitrariedades de Vicente Filísola, llevan a que el 24 de octubre de 1824 se proclame el Plan de Chiapas Libre, cuya parte principal establece que:

"Chiapas es libre e independiente de México y de las Provincias Unidas de Centroamérica, hasta que decida su federación a uno de estos países limítrofes con ella y de quienes se haya invitada ..."
Plan de Chiapas Libre

#### En el Estado de Guatemala
El Estado de Guatemala fue definido de la siguiente forma por la Asamblea Constituyente de dicho estado que emitió la constitución del mismo el 11 de octubre de 1825: «el estado conservará la denominación de Estado de Guatemala y lo forman los pueblos de Guatemala, reunidos en un solo cuerpo.  El estado de Guatemala es soberano, independiente y libre en su gobierno y administración interior.»
San Marcos fue uno de los municipios originales del Estado de Guatemala fundado en 1825; estaba en el departamento de Quetzaltenango/Soconusco, cuya cabecera era Quetzaltenango, y tenía los municipios de Quetzaltenango, Ostuncalco, San Marcos, Tejutla y Soconusco.

## Como parte de México
En 1829 ocurrió la invasión de Francisco Morazán en 1829, que dio por concluida la guerra civil centroamericana y resultó en la expulsión de las órdenes regulares y los miembros del Clan Aycinena, todos miembros del partido conservador, si inició un período turbulento para el Estado de Guatemala, que incluyó una guerra civil resultando en la secesión del Estado de los Altos, que incluía al Soconusco, en 1838.  Este efímero estado fue aplastado por las fuerzas del caudillo guatemalteco Rafael Carrera a principios de 1840, y ante tal inestabilidad, el alcalde de Tapachula, se dirigió el 18 de mayo de 1840 al Gobierno de México pidiendo ayuda, ya que:

"(...) Se encuentra en completo abandono, expuesto a todos los peligros y las mil penalidades, acogiéndose a la protección del Gobierno de la Nación Mexicana para que por fin le preste el auxilio que tan menester lo es en estas circunstancias, y poner fin a tantos males como se han desatado sobre esta demarcación(...)"

.
Aunque Anastasio Bustamante y Oseguera, Presidente de México (1839–1841), era partidario de ello, los sucesos internos mexicanos como la guerra de los Pasteles, el Pronunciamiento Federal del 15 de julio de 1840, la rebelión federalista del Plan de Tacubaya el 28 de septiembre de 1841 y su deposición el 11 de octubre de 1841 por el movimiento del Plan de Huejotzingo, encabezado por Santa Anna, se lo impidieron.
A pesar de los problemas internos mexicanos, las tropas acantonadas en Nueva Chiapa ocupan El Soconusco. Las consultas se suceden, definiéndose en pro de la unión a Chiapas y, por ende, a México. El 10 de agosto de 1840, Escuintla levanta Acta promexicana, el 15 de agosto lo hará Tapachula y el 18 de agosto Tuxtla Chico. Finalmente, el 11 de septiembre de 1842 firma el Decreto de incorporación del Soconusco en que se establece:

"Primero. El Distrito del Soconusco queda unido irrevocablemente al departamento de las Chiapas y consiguientemente a la Nación Mexicana.

Segundo: "El Distrito de Soconusco forma una prefectura del departamento de las Chiapas, cuya capital será la Villa de Tapachula, que se eleva desde hoy al rango de Ciudad."
Antonio López de Santa Anna, presidente provisional de la República Mexicana.

### Integración al Estado de los Altos
Quetzaltenango proclama el 3 de abril de 1838 que Tejutla y Soconusco fueran parte de la región que formó el efímero Estado de Los Altos, lo que forzó a que el Estado de Guatemala se reorganizara en siete departamentos y dos distritos independientes 12 de septiembre de 1839:
- Departamentos: Chimaltenango, Chiquimula, Escuintla, Guatemala, Mita, Sacatepéquez, y Verapaz
- Distritos: Izabal y Petén[15]

Tras la sangrienta recuperación del Estado de Los Altos por parte del general Rafael Carrera, el 26 de febrero de 1840 los departamentos del mismo, Quetzaltenango y el Barrio —que incluía aparte del Soconusco a los modernos departamentos guatemaltecos de San Marcos, Totonicapán, Sololá y Huehuetenango— se reintegraron al Estado de Guatemala a petición de los pobladores indígenas de las municipalidades fuera de Quetzaltenango.

## Intentos de Secesión

### 1843 - 1853
Al poco de la anexión a México, en 1843, empiezan a producirse las primeras llamadas de separación, en este caso desde Guatemala, donde circulaban escritos en que se pedía la intervención contra la “esclavitud” de la ocupación mexicana, rápidamente desmentidas por el Prefecto Político, el Coronel Juan Aguayo. En 1848 algunos aventureros atacaron el pueblo de El Zapote sin mayor repercusión. En 1853, el coronel José Ignacio Irigoyen al frente de 200 hombres incursionó en la región del Soconusco pero, después de tres días de ataque, fueron derrotados y repelidos por los vecinos de Tapachula.

### 1856–1858
En 1856, acusando al Gobierno de Chiapas de abandono, Cristóbal Salas encabeza un movimiento, el Plan Pro-territorio Libre para secesionar Soconusco de Chiapas y elevarlo a la categoría de Territorio Federal. La reacción gubernamental consistió en el envío del Coronel Carlos Zebadúa, que aunque inicialmente tomó Huixtla, fue derrotado y muerto por José María Chacón en la recuperación de Huixtla.
Ello obligó al Gobernador Ángel Albino Corzo a dirigirse con 700 soldados y la plana mayor del Ejército Federal de Chiapas (General Fernando Castañón, Capitán José Pantaleón Domínguez, Teniente Miguel Utrilla) hacia Tapachula, donde arribaron el 21 de marzo, expulsando a Chacón y sus seguidores quienes se refugiaron en Guatemala el 23 de marzo de 1857.
Pocos días después, el gobernador retorna a la capital, dejando como jefe de armas, a José Pantaleón Domínguez y Miguel de Utrilla como ayudante. Sin embargo, José María Chacón no se consideró derrotado y en abril de 1857 ocupó Tapachula de nuevo. Reorganizados en Huehuetán, Utrilla y Domínguez recuperaron en días Tapachula y el control del Soconusco.

### La rebeliónChamula
En 1867 se produjo una rebelión de los nativos Chamulas (nombre náhuatl que agrupaba a diferentes grupos mayas de la parte próxima al centro del estado).

## El II Imperio de México
En 1863, las fuerzas conservadoras encabezadas por el General Juan Ortega cobraron fuerza en El Soconusco. El Gobernador José Gabriel Esquinca (1863]–1864) envió a Adolfo Faugier como Comandante Militar para asegura la plaza de Tapachula y garantizar el sistema federal. Sin embargo, a los pocos días, Faugier se pronunció a favor del Segundo Imperio Mexicano y avanzó hacia Tonalá donde implantó el Régimen. El Comandante Miguel Utrilla fue a combatirlo pero al sentir que las tropas del gobierno se acercaban abandonó la plaza y hubo de ser Sebastián Escobar quien venció definitivamente al Partido Imperial en abril de 1865, fusilando a Faugier y Santeliz.
Escobar asumió la autoridad suprema del Soconusco y desconoció tanto la autoridad de Esquinca como la de Ortega, declarando neutral al Distrito de El Soconusco, aunque poco después volvió a subordinarse al Gobierno del Estado de Chiapas

## El Porfiriato

### La rebelión de Porfirio Díaz
A finales de 1875, cuando ya se acercaban las elecciones presidenciales, cristalizaron las posiciones de los grupos políticos en su lucha por el poder:
- los “lerdistas”, partidarios del Presidente Lerdo de Tejada, que buscaba la reelección, que permitía la Constitución federal de 1857.
- los “legalistas” o “iglesistas”, partidarios del Presidente de la Suprema Corte de Justicia de la Nación José María Iglesias, opuesto a la reelección, y
- los “porfiristas”, partidarios de Porfirio Díaz, con gran influencia en el Ejército.

Sin esperar al resultado de las elecciones, que consideraron fraudulentas, los porfiristas se rebelaron el 10 de enero de 1876 al proclamar el Plan de Tuxtepec, con la frase “Sufragio efectivo, No reelección” que, entre otros puntos proclamaba:
- La No Reelección de Presidente y gobernadores de los estados
- Y desconocía como presidente a Lerdo.

El 21 de marzo de 1876, Porfirio Díaz lo modifica en el Plan de Palo Blanco, añadiéndole la declaración de que el Poder Ejecutivo se depositaría en el presidente de la Suprema Corte de Justicia de la Nación (en ese momento José María Iglesias), si aceptaba el Plan, y en caso contrario, sería designado el Jefe de las Armas, que era el propio Porfirio Díaz. En 1876, Sebastián Escobar se sublevó en Mazatán, contra el Gobierno estatal de Chiapas de José Pantaleón Domínguez secundando el Plan de Tuxtepec proclamado por Porfirio Díaz. El 17 de enero de 1876 tomó Tapachula, controlando el Soconusco, el 20 de enero de se apoderó de Tuxtla. Para esa fecha, Porfirio Díaz había asumido la Presidencia de la República, por lo que nombró a Escobar como Gobernador y Comandante Militar del Estado de Chiapas. Después fue elegido como Gobernador Constitucional para el período 1877–1880.

### El Rabasismo
La consolidación del Porfiriato se refleja en Chiapas con la etapa del Rabasismo, llamado así por Emilio Rabasa, gobernador y cacique estatal entre 1891 y 1911. La época de Rabasa coincide con la expansión del cultivo del café, particularmente en la región del Soconusco, y el reparto de la Selva Lacandona entre grandes compañías madereras.

### El Tratado de Límites con Guatemala
En 1881 se plantean problemas con Guatemala cuando su Presidente Justo Rufino Barrios reclama las tierras del Soconusco y Chiapas. La postura inicial del Gobierno de México es ni aceptar discusión sobre sus derechos en esa región. Sin embargo, a partir de 1882 se inicia el diálogo para resolver el problema de límites, con conversaciones entre Matías Romero y Justo Rufino Barrios iniciadas en El Malacate en la Hacienda de Barrios en Soconusco (donde ambos tenían posesiones), donde decidieron acudir a arbitraje de Estados Unidos.
El Convenio Preliminar se firmó en Nueva York, el 12 de agosto de 1882, y en él se establecía que:

"la República de Guatemala prescinde de la discusión que ha sostenido acerca de los derechos que le asisten al territorio de Chiapas y su departamento de Soconusco"

Por lo que la posición de México queda bien sentada en cuanto a sus derechos de esos territorios. El Tratado de Límites definitivo se firmó en Ciudad de México el 27 de septiembre de 1882. En su primer artículo dispone que:

"La República de Guatemala renuncia para siempre los derechos que juzga tener sobre el territorio del Estado de Chiapas y de su Distrito de Soconusco, y en consecuencia, considera dicho territorio como parte integrante de los Estados Unidos Mexicanos"

.
En cuanto al trazado de la frontera propiamente dicho, México y Guatemala estuvieron de acuerdo en utilizar líneas rectas entre los puntos clave conocidos y aceptados por ambos países, aunque los trabajos de medición y delimitación no se concluyeron hasta 1902. En el Soconusco Guatemala avanzó hasta el río Suchiate y recibiendo México la comarca de Motozintla.

## Revolución Mexicana
Pese al apartamiento del Soconusco, a finales del Porfiriato se desarrollaron clubes en apoyo de los hermanos Flores Magón, que alimentaron en 1910 a F. Madero y su Partido Nacional Antirreeleccionista, opuesto a Porfirio Díaz. Triunfante y luego derrotado Madero, la represión de Victoriano Huerta impidió que el Soconusco se sumara activamente a la Revolución hasta fecha tan tardía como 1914, en el Ejército Constitucionalista del Primer Jefe Venustiano Carranza, que envió a Chiapas a Jesús Agustín Castro para gobernar el estado.
Castro era de los más radicales revolucionarios y quería imponer por la fuerza la revolución y romper el tradicional orden social y económico chiapaneco, que giraba en torno de las grandes haciendas y las plantaciones. La resistencia vino de manos de los mapaches dirigidos por Tiburcio Fernández Ruiz (en la Frailesca), Alberto Pineda (en Tuxtla) y Ángel María Pérez (en Soconusco), que consideraban al ejército carrancista como una fuerza de ocupación y que en 1915 entraron en rebelión. Las fuerzas rebeldes soconusqueñas fueron derrotadas por los carrancistas en Huixtla, y sus jefes fusilados. La alianza con Álvaro Obregón, significó que el líder de los mapaches, Tiburcio Fernández Ruiz, deviniera en Gobernador en la década de 1920.